# Kundan
Kundan (in hindī कुन्दन) è un tipo tradizionale di gioiello fatto con pietre preziose indiane che comprende varie gemme e una foglia d'oro posizionata tra le pietre e il suo supporto. Il metodo si pensa avere l'origine alle corti reali del Rajasthan e del Gujarat. È una delle tipologie più antiche di gioielli fatti e indossati in India. La parola kundan significa oro altamente raffinato; infatti viene usata una forma altamente raffinata e pura di oro fuso.
Il kundan, noto anche come gioielli Bikaneri o Jaipuri, è una variante popolare, in cui la smaltatura con colori vivaci e disegni è sul retro, mentre l'impostazione del kundan è nella parte anteriore. La città di Jaipur nel Rajasthan è stata tradizionalmente il centro principale per i gioielli Kundan in India.

## Storia
Kundan fiorì sotto la dinastia imperiale Mogul. Nel corso degli anni, i gioielli Kundan sono stati copiati con successo dalle corti reali, e usando l'argento al posto dell'oro, sono diventati popolari tra la gente comune, nei stati di Rajasthan, Bihar e Punjab.
Il kundan rimane parte integrante del tradizionale corredo di nozze della sposa Più di recente, nel film La sposa dell'imperatore del 2008, la protagonista interpretata dall'attrice Aishwarya Rai viene spesso ripresa con addosso i Kundan, evidenziando in questo modo l'influenza di questo gioiello nella casa reale di Rajasthani.
Nel 2006, "American Diamond" e i gioielli Kundan hanno contribuito per la maggior parte al valore e al volume del mercato dei gioielli indiani (73%)..

## Processo di fabbricazione
Ogni fase del processo di fabbricazione ha una sua estensione temporale e per ognuna di queste fasi viene impiegato un artigiano diverso, che ha competenze specifiche. I gioielli Kundan vengono creati impostando accuratamente una sagoma, incastonando i diamanti e le pietre preziose multicolori in una base di metallo duro. Il processo di elaborazione inizia con una struttura chiamata Ghaat. Successivamente viene eseguita la procedura Paadh, durante la quale viene versata della cera nella struttura, poi modellata secondo il disegno. Segue poi il processo Khudai, quando le pietre o le gemme non tagliate si inseriscono nella montatura. Il meenakari poi riguarda la smaltatura per definire i dettagli della progettazione. Successivamente, attraverso il processo Pakai si inseriscono fogli d'oro che tengono le gemme sulla base; queste vengono saldate a freddo utilizzando tecniche di bruciatura. Infine, le gemme vengono lucidate utilizzando il processo Chillai, che riguarda la pulizia, il lavaggio e la rimozione di punti di saldatura scuri.

### Antichi gioielli Kundan

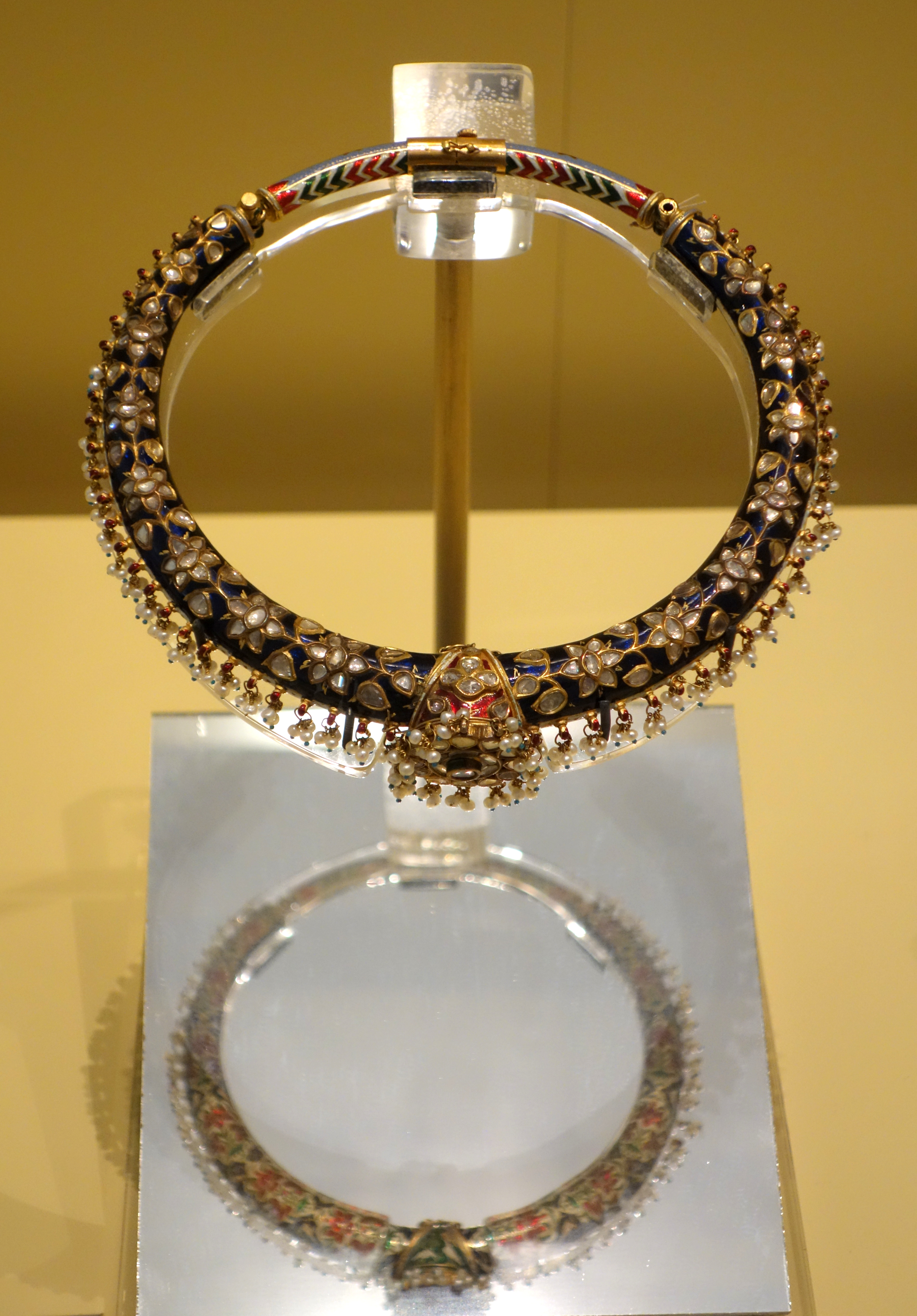
Collana del 18º secolo, Royal Ontario Museum, Toronto
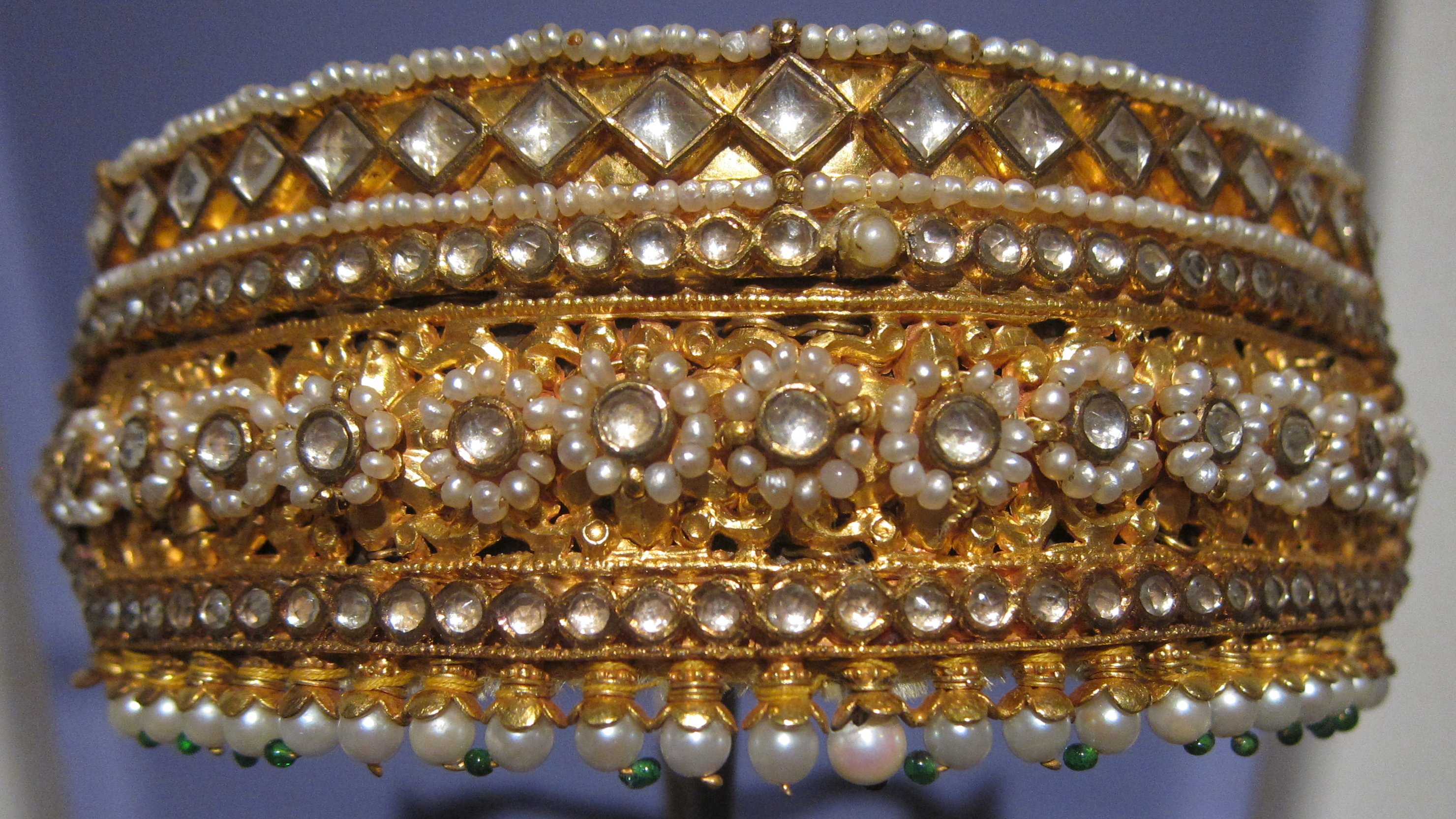
Bracciale del 19º secolo proveniente da Gujarat, Honolulu Museum of Art
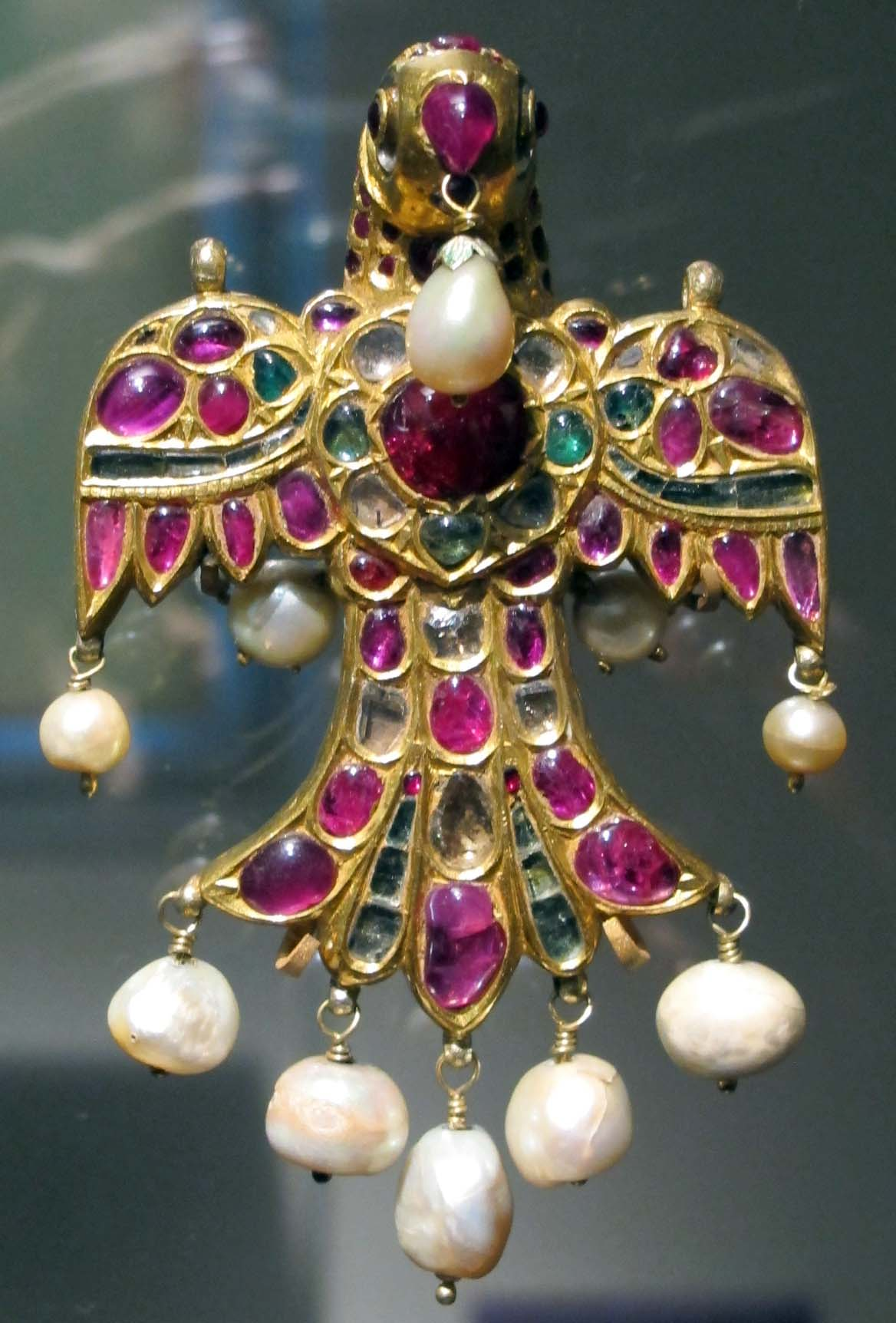
Periodo Mogul, endente d'oro diamanti e rubini a forma di uccello, 17º secolo
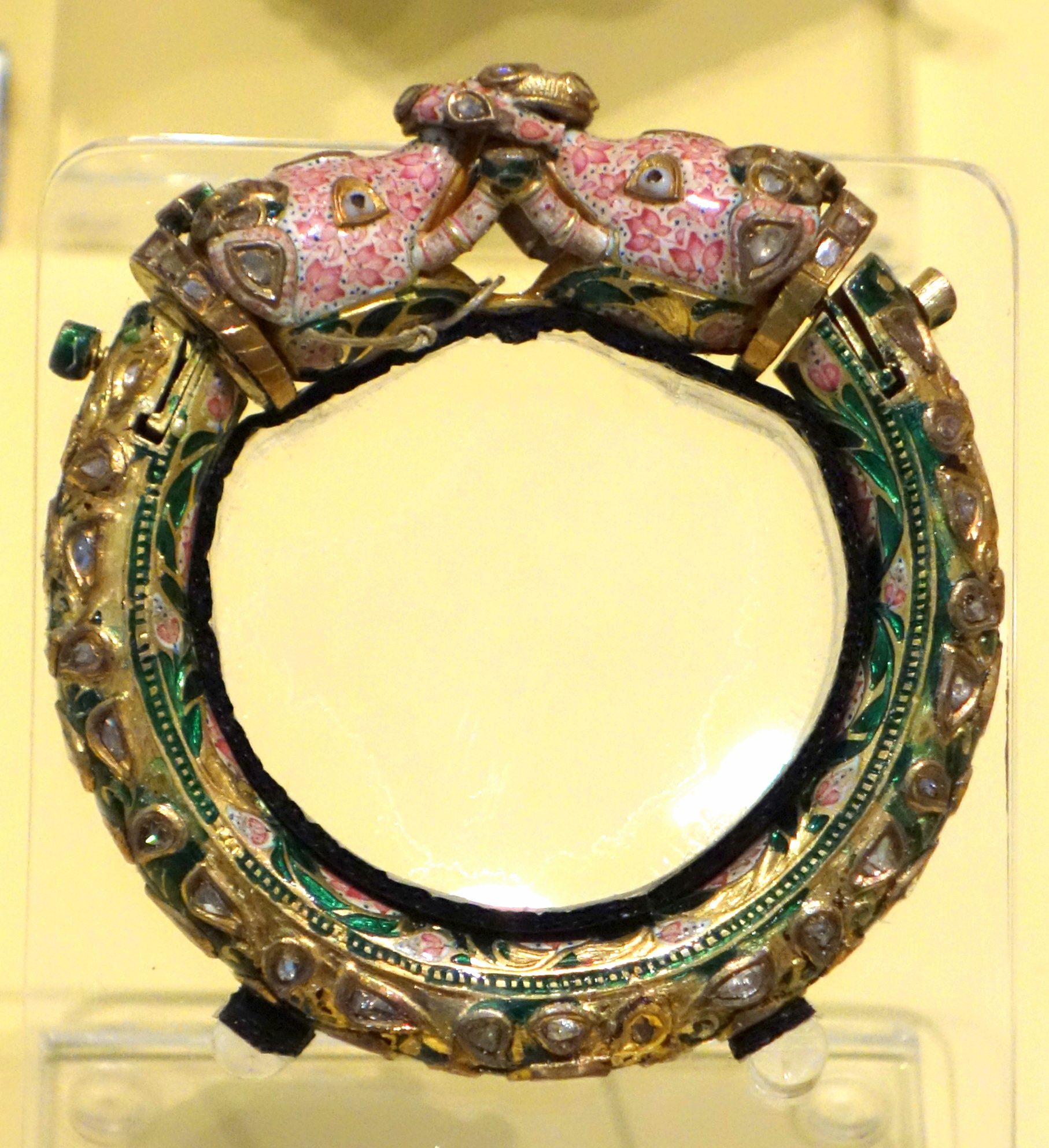
Bracciale periodo Mogul, 18º secolo
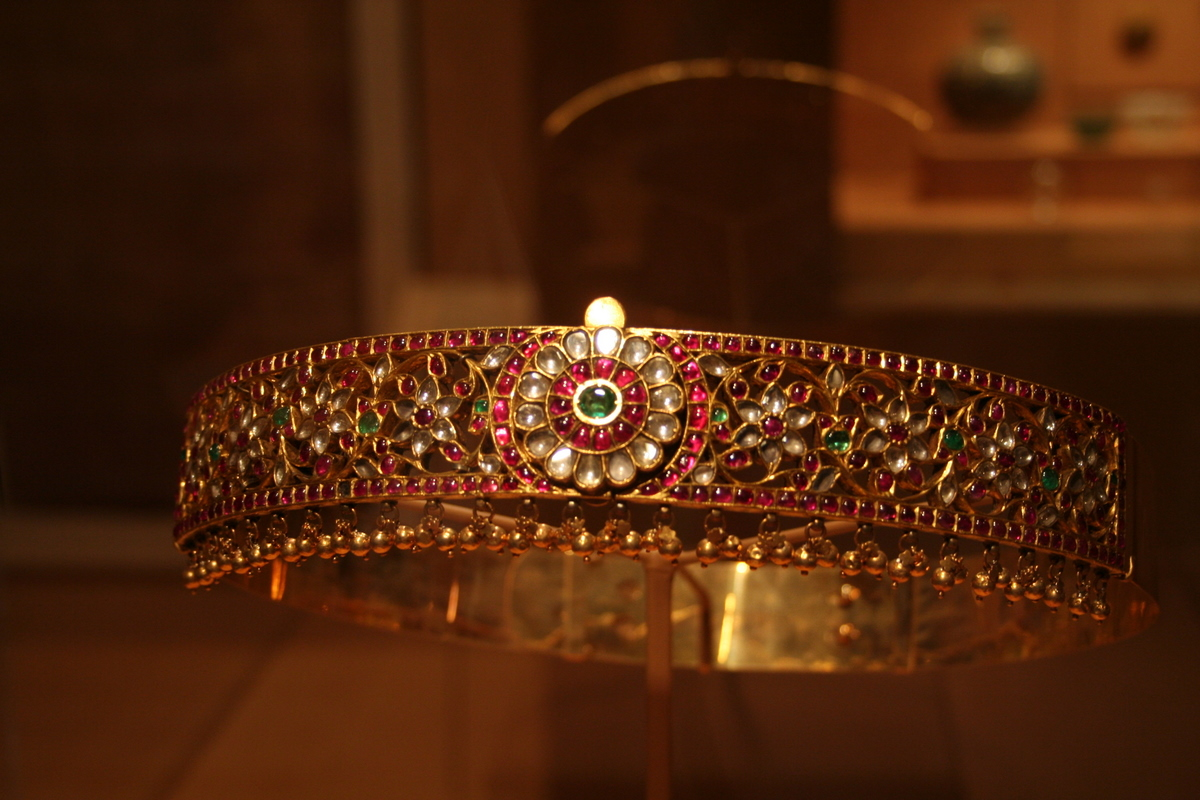
Cintura d'oro, 18º secolo, Honolulu Museum of Art
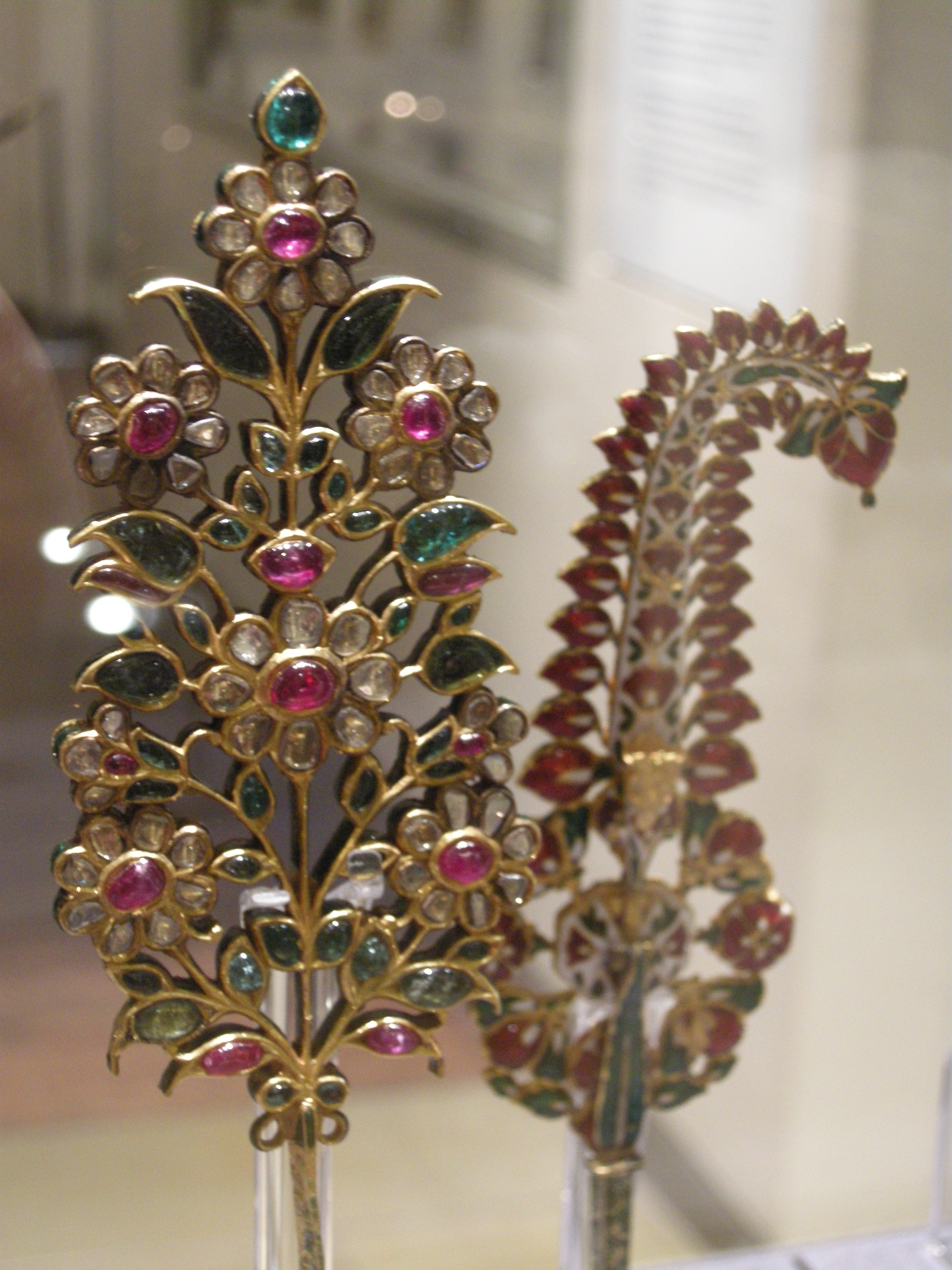
Ornamento per il turbante, anno 1750 circa
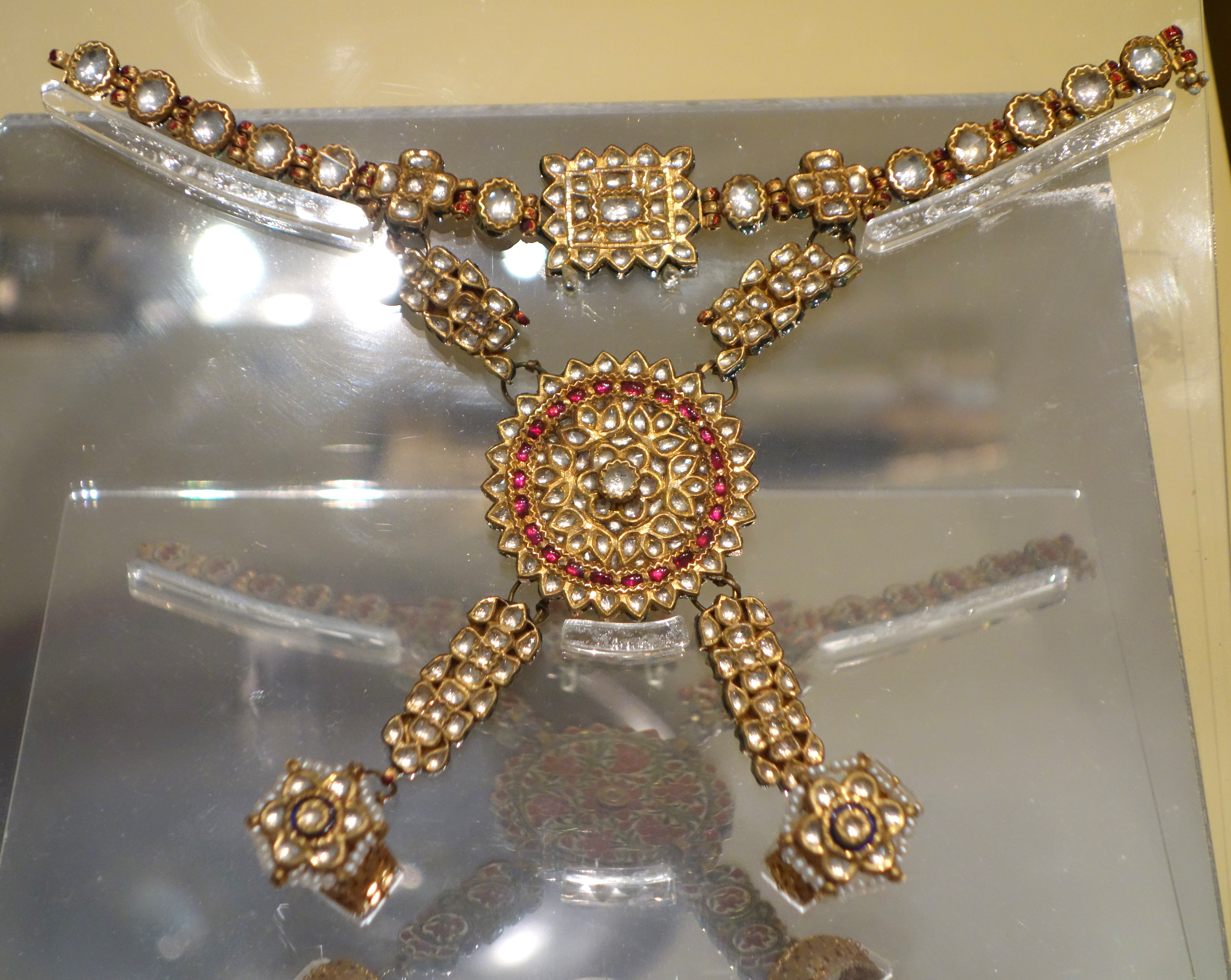
Bracciale del 18º secolo, Royal Ontario Museum
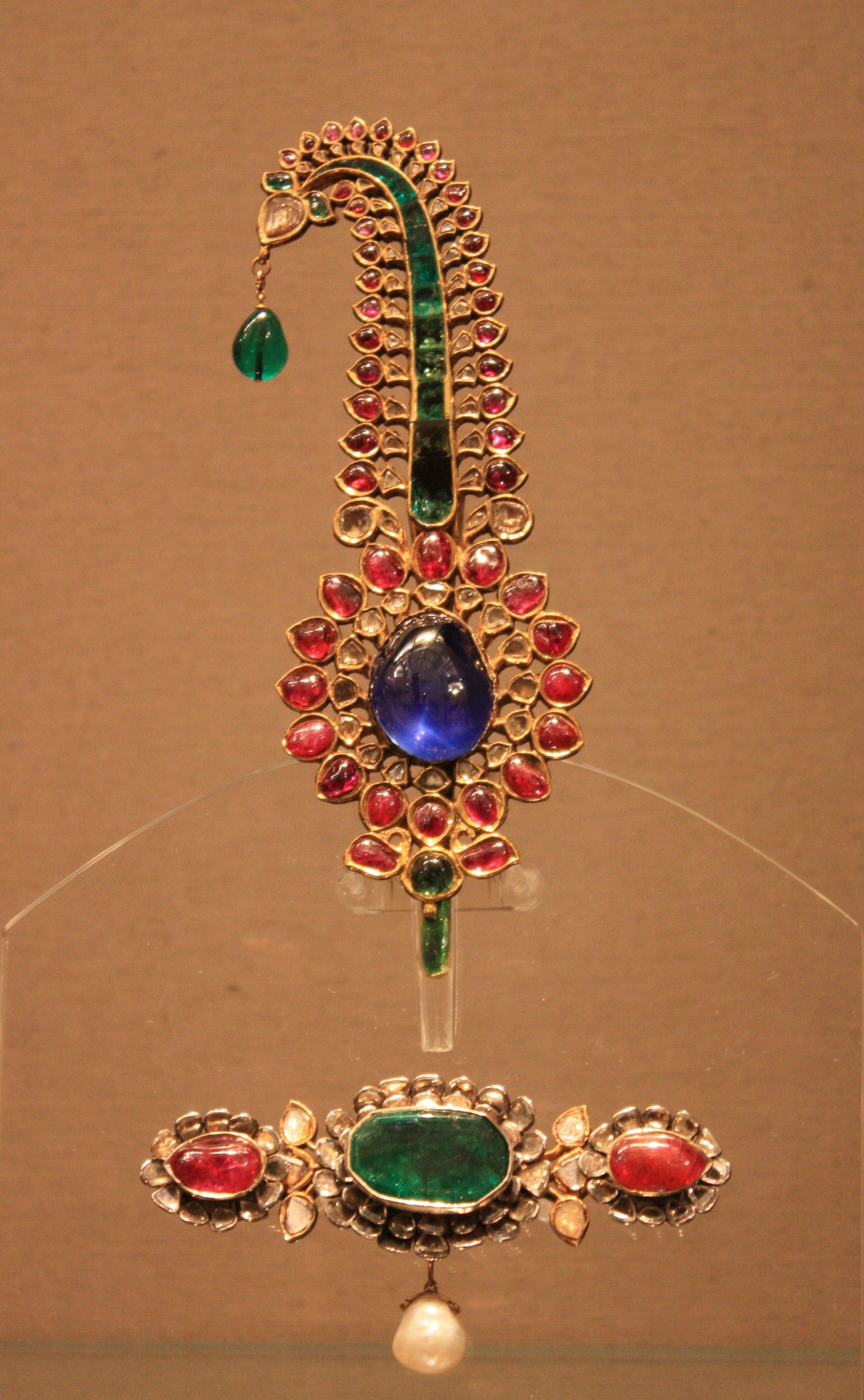
Ornamento per il turbante, anno 1750 circa